# Lufthansa
Lufthansa AG (en alemán: Luft, «aire», y Hansa, «guilda, gremio», pronunciado /LʊftˌHanza/ (escucharⓘ)) es la aerolínea de bandera y la más grande de Alemania, con sede en Colonia (Alemania) y partidaria del Lufthansa Group, considerado desde 2009 como el conjunto de aerolíneas más grande de Europa. Su aeropuerto base es Fráncfort del Meno con el Aeropuerto Internacional de Múnich como segundo eje de operaciones. Sus hangares para reparaciones se encuentran en Hamburgo. Su primera fundación fue en diciembre de 1917 como Deutsche Luft-Reederei y, posteriormente, el 6 de abril de 1926 como Deutsche Luft Hansa.
Lufthansa fue fundada en Colonia en 1953, aunque tiene antecedentes desde 1926 durante el período de entreguerras. En el año 1966 cotizó por primera vez en bolsa y hasta 1994 el Gobierno Federal de Alemania aún poseía el 34% de las acciones. Desde 1997 toda la compañía se encuentra en manos privadas.
Los vuelos de Lufthansa tienen el código de IATA LH y su código de OACI es DLH. Los vuelos internacionales que van hacia Alemania reciben un número impar y los procedentes de Alemania reciben un número par.
Lufthansa, junto con las aerolíneas Air Canada, Scandinavian Airlines System, Thai Airways International y United Airlines, es uno de los miembros fundadores de la alianza de líneas aéreas Star Alliance, y tiene un programa de fidelización de clientes cuyo nombre es Miles and More.
La compañía fue galardonada en 2010 con el premio de Mejor Aerolínea de Europa en los World Airline Award.

## Historia
La historia de esta aerolínea se divide en dos partes, pues podría hablarse de dos compañías diferentes. Por un lado habría existido la «vieja» Deutsche Luft Hansa hasta 1945. La «nueva» Lufthansa nació en los años 1950, cuando los aliados de la Segunda Guerra Mundial levantaron las restricciones.

### Deutsche Luft Hansa (1926-1945)
En 1926, la aerolínea fundada como Deutsche Luft Hansa AG en Berlín. Entonces, 162 aviones de distintos tamaños comenzaron a volar rutas entre Berlín y Zúrich (Suiza), pasando por Erfurt y Halle. Deutsche Luft Hansa fue la primera línea aérea en exhibir películas durante el vuelo para sus pasajeros.
Al año siguiente, con la ayuda de Luft Hansa, nace en España la compañía Iberia, Compañía Aérea de Transporte predecesora de la actual Iberia Líneas Aéreas de España, y en 1931, Lufthansa creó junto con el gobierno chino la Eurasia Corporation.
Fue con la introducción en 1934 del Heinkel He 70, un avión utilizado en los llamados "trayectos relámpago" entre Berlín, Hamburgo, Colonia y Fráncfort, que su habitual sobrecarga de correo aéreo fue abandonada; en menos de un año se instalaron once rutas de este tipo a lo largo de Europa. El 28 de septiembre, la Lufthansa transportó a su millonésimo pasajero.
Ya desde finales de los años 20, dos tipos de aviones eran catapultados desde buques de pasajeros para acelerar la entrega del correo a través del Océano Atlántico. Para el servicio del Atlántico Sur también se empezaron a utilizar aviones con una capacidad de correo de 10 t, y un segundo buque base para despegue por catapulta. Los tiempos de vuelo entre Alemania y Río de Janeiro se redujeron a tres días y la travesía hasta Buenos Aires se completaba en medio día más. Así, en 1935 Lufthansa realizó su viaje número cien al Atlántico Sur y había llevado ya más de cuatro millones de envíos postales en esa ruta.
En 1938 Deutsche Luft Hansa transporta 254 713 pasajeros y 5288 toneladas de cartas. El 27 de marzo, un Dornier Do 18 catapultado desde la cubierta del Westfalen anclado junto a la costa británica, efectuó un vuelo sin escalas hasta Caravelas, Brasil —5245 millas—, estableciendo un récord de autonomía para hidroaviones.
Una investigación encargada por Lufthansa en 1999 afirma que la aerolínea cooperó con el régimen nazi (1933-1945). Así, durante la Segunda Guerra Mundial, reparó aviones de la fuerza aérea (Luftwaffe) y al igual que la mayoría de las empresas alemanas, empleó mano de obra forzosa.
Después de intervenir el gobierno chino, el servicio de Eurasia es suspendido a finales de noviembre de 1940. Las operaciones sudamericanas de la compañía se paralizaron después de 1941. En 1942 la subsidiaria de Luft Hansa en Brasil fue nacionalizada. Paulatinamente se abandonan más rutas. Los pilotos y los talleres de reparación y mantenimiento trabajan para la Luftwaffe. Los aviones son empleados para el transporte militar. El 23 de marzo de 1945 se elabora el último plan de vuelo. Al final de la conflagración, la línea aérea fue liquidada por los aliados.

### La «nueva» Lufthansa

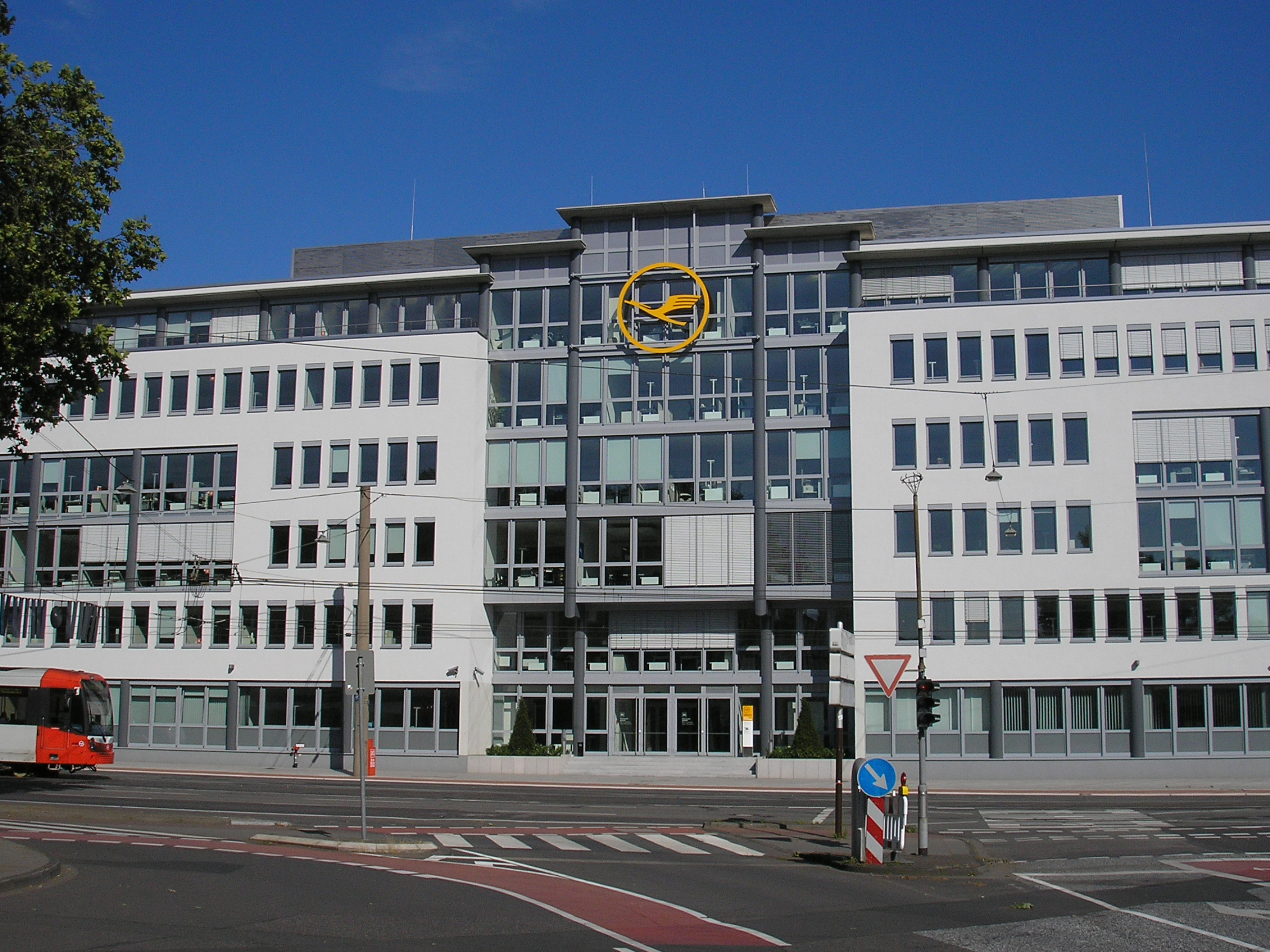
La sede en Colonia.

Poco después de la guerra algunos empleados de Lufthansa intentan sentar las bases para el tráfico aéreo civil. No obstante, esto no se consigue hasta comienzos de los años 50. La reconstrucción, el milagro económico y la Guerra Fría posibilitan que se pueda volver a volar en Alemania.
La nueva Lufthansa se fundó en 1953 conservando el mismo nombre, logotipo y gran parte de los empleados de la anterior. El gobierno federal y el estado federado de Renania del Norte-Westfalia aportaron el capital social de 6 millones de marcos alemanes. A finales de 1954 la Lufthansa empleaba a casi 600 personas.
En 1955, Lufthansa retoma el tráfico aéreo interno alemán. Los primeros enlaces se establecen entre Hamburgo, Düsseldorf, Colonia/Bonn, Fráncfort del Meno y Múnich. Poco después suministra Lockheed el primer Super Constellation para un vuelo Nueva York-Hamburgo sin escalas. Tan solo un mes más tarde los aviones de la Lufthansa se dirigen a destinos extranjeros. Lufthansa ingresó en junio en la IATA.
El servicio regular del Atlántico Norte comienza en julio con pilotos de la TWA. Dos meses más tarde se sobrevuela el Atlántico Norte por centésima vez. En diciembre se fundó la sociedad de vuelos chárter Condor Flugdienst.
En agosto de 1956 se retoma también el servicio de Sudamérica, con los destinos Río de Janeiro, São Paulo y Buenos Aires. Desde septiembre Lufthansa vuela también a Oriente Próximo y Medio, con los destinos Estambul, Beirut, Bagdad y Teherán. También, junto con la British European Airways (BEA) se inaugura un servicio europeo de mercancías en 1958.
El 1 de noviembre de 1959 se estrella un Super Constellation cuando se encuentra en el tramo final de su aproximación a Río de Janeiro. Este accidente cuesta la vida a 36 personas.
En 1960 comienza la era de los reactores en la Lufthansa. Con el Boeing 707, que llega a Hamburgo, Lufthansa se convierte en uno de los pioneros de esta era. Después, Lufthansa retoma los vuelos regulares a África. Desde marzo se vuela dos veces semanales a Lagos en Nigeria y a partir de mayo a Johannesburgo.
En enero de 1966, un Convair 440 se estrella en Bremen costando la vida a 46 personas. El mes siguiente, Praga se convierte en el primer destino en los países del Pacto de Varsovia. El 1 de julio se funda una nueva filial, la Sociedad Limitada de Servicios Lufthansa (Lufthansa Service GmbH). En 1969 inicia sus servicios a La Paz, con el Aeropuerto comercial más alto del mundo 4080 m s. n. m., vía Lima y Nueva York con el Boeing 707 Intercontinental. Posteriormente fue la primera aerolínea en llevar un Douglas DC-10-30 a esta terminal aérea.
El 13 de octubre de 1977, cuatro terroristas secuestran el avión Landshut de Lufthansa durante su vuelo de Palma de Mallorca a Fráncfort del Meno. Desde ese entonces la compañía lleva a bordo agentes armados, con el fin de proteger a la tripulación de ataques terroristas. El Grenzschutzgruppe 9 (GSG 9, unidad antiterrorista del Bundesgrenzschutz, policía encargada de proteger las fronteras alemanas) libera los pasajeros el día 18 de octubre en Mogadiscio en lo que es su primera operación.
La reunificación alemana en 1990, permitió a Lufthansa retornar a la capital alemana también reunificada, Berlín, luego de 45 años sin volar a esa ciudad donde nació la compañía aérea.
En 2009, Lufthansa hizo público la adquisición del 90 % del accionariado de Austrian Airlines por 166 millones de euros, tras haber superado el escrutinio de la Comisión Europea de la Competencia.
En 2018 cambió su clásica librea a una nueva, su cambio provocó el cambio de color en su logo, del dorado al blanco.[cita requerida]

## Flota

### Flota actual
La flota de Lufthansa a fecha de agosto de 2025 se compone de los siguientes aviones, con una edad media de 14,06 años:
Para combatir el ébola se transformó a un avión A340 en una estación de vuelo para enfermos. La división técnica de Lufthansa ha equipado el avión, que se llama «Villingen-Schwenningen», de forma adecuada para que se pueda transportar y tratar a personas infectadas con esa enfermedad.
El semanario Der Spiegel informó de que se han construido en el avión tres carpas de aislamiento herméticas, en las que se podrá transportar y tratar a los enfermos. El Gobierno alemán ha encargado este avión para garantizar la seguridad de los ayudantes alemanes en las zonas de África occidental afectadas por el ébola, en caso de que se infecten y sean repatriados. El avión se acondicionó a finales del 2014 y también servirá para infectados de otras naciones.

## Rutas del Airbus A350; Airbus A380; Boeing 747-8I; Boeing 787-9 Dreamliner

### Rutas del A350
Todas las rutas de este equipo, tiene salida desde Múnich
| Ciudades por países                        | Nombre del aeropuerto                           | Observación              |
| ------------------------------------------ | ----------------------------------------------- | ------------------------ |
| Ciudad Del Cabo , Sudáfrica                | Aeropuerto Internacional de Ciudad del Cabo     | Estacional               |
| Nueva York, Estados Unidos                 | Aeropuerto Internacional John F. Kennedy        | Estacional               |
| Newark, Estados Unidos                     | Aeropuerto Internacional Libertad de Newark     |                          |
| Boston, Estados Unidos                     | Aeropuerto Internacional Logan                  |                          |
| Chicago, Estados Unidos                    | Aeropuerto Internacional O'Hare                 |                          |
| San Francisco (California), Estados Unidos | Aeropuerto Internacional de San Francisco       |                          |
| Denver, Estados Unidos                     | Aeropuerto Internacional de Denver              |                          |
| Washington D. C., Estados Unidos           | Aeropuerto Internacional Washington Dulles      |                          |
| Miami, Estados Unidos                      | Aeropuerto Internacional de Miami               | Estacional               |
| Montreal, Canadá                           | Aeropuerto Internacional Pierre Elliott Trudeau |                          |
| Toronto , Canadá                           | Aeropuerto Internacional Toronto Pearson        |                          |
| Vancouver , Canadá                         | Aeropuerto Internacional de Vancouver           |                          |
| Ciudad de México, México                   | Aeropuerto Internacional de la Ciudad de México | Estacional               |
| Delhi, India                               | Aeropuerto Internacional Indira Gandhi          |                          |
| Mumbai, India                              | Aeropuerto Internacional Chhatrapati Shivaji    |                          |
| Bangkok, Tailandia                         | Aeropuerto Internacional Suvarnabhumi           | Estacional               |
| Singapur, Singapur                         | Aeropuerto Internacional de Singapur            |                          |
| Pekín, China                               | Aeropuerto Internacional de Pekín-Capital       |                          |
| Shanghái, China                            | Aeropuerto Internacional de Shanghái-Pudong     |                          |
| Hong Kong, China                           | Aeropuerto Internacional de Hong Kong           | Suspendido Temporalmente |
| Tokio, Japón                               | Aeropuerto Internacional de Haneda              |                          |
| Seúl, Corea del Sur                        | Aeropuerto Internacional de Incheon             |                          |

### Rutas del A380
Todas las rutas de este equipo, tiene salida desde Múnich.
| Ciudades por países              | Nombre del aeropuerto                       | Observación |
| -------------------------------- | ------------------------------------------- | ----------- |
| Pekín, China                     | Aeropuerto Internacional de Pekín-Capital   |             |
| Shanghái, China                  | Aeropuerto Internacional de Shanghái-Pudong |             |
| Bangkok, Tailandia               | Aeropuerto Internacional Suvarnabhumi       | Estacional  |
| Washington D. C., Estados Unidos | Aeropuerto Internacional Washington Dulles  | Estacional  |
| Los Ángeles, Estados Unidos      | Aeropuerto Internacional de Los Ángeles     |             |
| Nueva York, Estados Unidos       | Aeropuerto Internacional John F. Kennedy    | Estacional  |

### Rutas del B747-8 Intercontinental
Todas las rutas de este equipo, tiene salida desde Fráncfort.
| Ciudades por países                        | Nombre del aeropuerto                           | Observación |
| ------------------------------------------ | ----------------------------------------------- | ----------- |
| Buenos Aires, Argentina                    | Aeropuerto Internacional Ministro Pistarini     |             |
| Ciudad de México, México                   | Aeropuerto Internacional de la Ciudad de México |             |
| São Paulo, Brasil                          | Aeropuerto Internacional de Guarulhos           |             |
| Chicago, Estados Unidos                    | Aeropuerto Internacional O'Hare                 | Estacional  |
| Los Ángeles, Estados Unidos                | Aeropuerto Internacional de Los Ángeles         |             |
| Newark, Estados Unidos                     | Aeropuerto Internacional Libertad de Newark     | [ 26 ]      |
| Houston, Estados Unidos                    | Aeropuerto Intercontinental George Bush         | Estacional  |
| Miami, Estados Unidos                      | Aeropuerto Internacional de Miami               |             |
| Washington D. C., Estados Unidos           | Aeropuerto Internacional Washington Dulles      | Estacional  |
| San Francisco (California), Estados Unidos | Aeropuerto Internacional de San Francisco       |             |
| Delhi, India                               | Aeropuerto Internacional Indira Gandhi          | Estacional  |
| Bengaluru , India                          | Aeropuerto Internacional Kempegowda             | Estacional  |
| Tokio, Japón                               | Aeropuerto Internacional de Haneda              |             |
| Johannesburgo, Sudáfrica                   | Aeropuerto Internacional de Johannesburgo       |             |
| Singapur, Singapur                         | Aeropuerto Internacional de Singapur            | Estacional  |
| Shanghái , República popular de China      | Aeropuerto Internacional de Shanghái-Pudong     | Estacional  |
| Seúl, Corea del Sur                        | Aeropuerto Internacional de Incheon             | Estacional  |

### Rutas del B787-9 Dreamliner
Todas las rutas de este equipo tienen salida desde Fráncfort.
| Ciudades por países              | Nombre del aeropuerto                              | Observación |
| -------------------------------- | -------------------------------------------------- | ----------- |
| Río de Janeiro, Brasil           | Aeropuerto Internacional Galeao                    |             |
| São Paulo, Brasil                | Aeropuerto Internacional de Guarulhos              |             |
| Bogotá,Colombia                  | Aeropuerto Internacional El Dorado                 |             |
| Santiago de Chile , Chile        | Aeropuerto Internacional Arturo Merino Benítez     |             |
| Lima , Perú                      | Aeropuerto Internacional Jorge Chávez              |             |
| Quito , Ecuador                  | Aeropuerto Internacional Mariscal Sucre            |             |
| Montreal, Canadá                 | Aeropuerto Internacional Pierre Elliott Trudeau    |             |
| Toronto , Canadá                 | Aeropuerto Internacional Toronto Pearson           |             |
| Vancouver , Canadá               | Aeropuerto Internacional de Vancouver              |             |
| Nueva York, Estados Unidos       | Aeropuerto Internacional John F. Kennedy           |             |
| Boston, Estados Unidos           | Aeropuerto Internacional Logan                     |             |
| Denver, Estados Unidos           | Aeropuerto Internacional de Denver                 |             |
| Dallas,Estados Unidos            | Aeropuerto Internacional de Dallas-Fort Worth      |             |
| Washington D. C., Estados Unidos | Aeropuerto Internacional Washington Dulles         |             |
| Los Ángeles, Estados Unidos      | Aeropuerto Internacional de Los Ángeles            |             |
| Chicago, Estados Unidos          | Aeropuerto Internacional O'Hare                    |             |
| Minneapolis , Estados Unidos     | Aeropuerto Internacional de Minneapolis-Saint Paul |             |
| Seattle , Estados Unidos         | Aeropuerto Internacional de Seattle-Tacoma         |             |
| Mumbai, India                    | Aeropuerto Internacional Chhatrapati Shivaji       |             |
| Chennai, India                   | Aeropuerto Internacional de Chennai                |             |
| Hyderabad, India                 | Aeropuerto Internacional Rajiv Gandhi              |             |
| Kuala Lumpur , Malasia           | Aeropuerto Internacional de Kuala Lumpur           |             |
| Yakarta , Indonesia              | Aeropuerto Internacional Soekarno-Hatta            |             |
| Pekín, China                     | Aeropuerto Internacional de Pekín-Capital          |             |
| Hong Kong, China                 | Aeropuerto Internacional de Hong Kong              |             |
| Seúl, Corea del Sur              | Aeropuerto Internacional de Incheon                |             |
| Teheran, Irán                    | Aeropuerto Internacional Imán Jomeiní              |             |

## Socios

### Comercial
Lufthansa tiene acuerdos de código compartido con:
- Colombia: Avianca[27]
- Panamá: Copa Airlines
- Italia: ITA Airways
- Moldavia: Air Moldova
- India: Air India
- Etiopía: Ethiopian Airlines